# Lagynogaster fujianensis
Lagynogaster fujianensis là một loài ruồi trong họ Asilidae. Lagynogaster fujianensis được Shi miêu tả năm 1995. Loài này phân bố ở vùng Cổ Bắc giới và châu Á.